# Eckarts (Immenstadt)

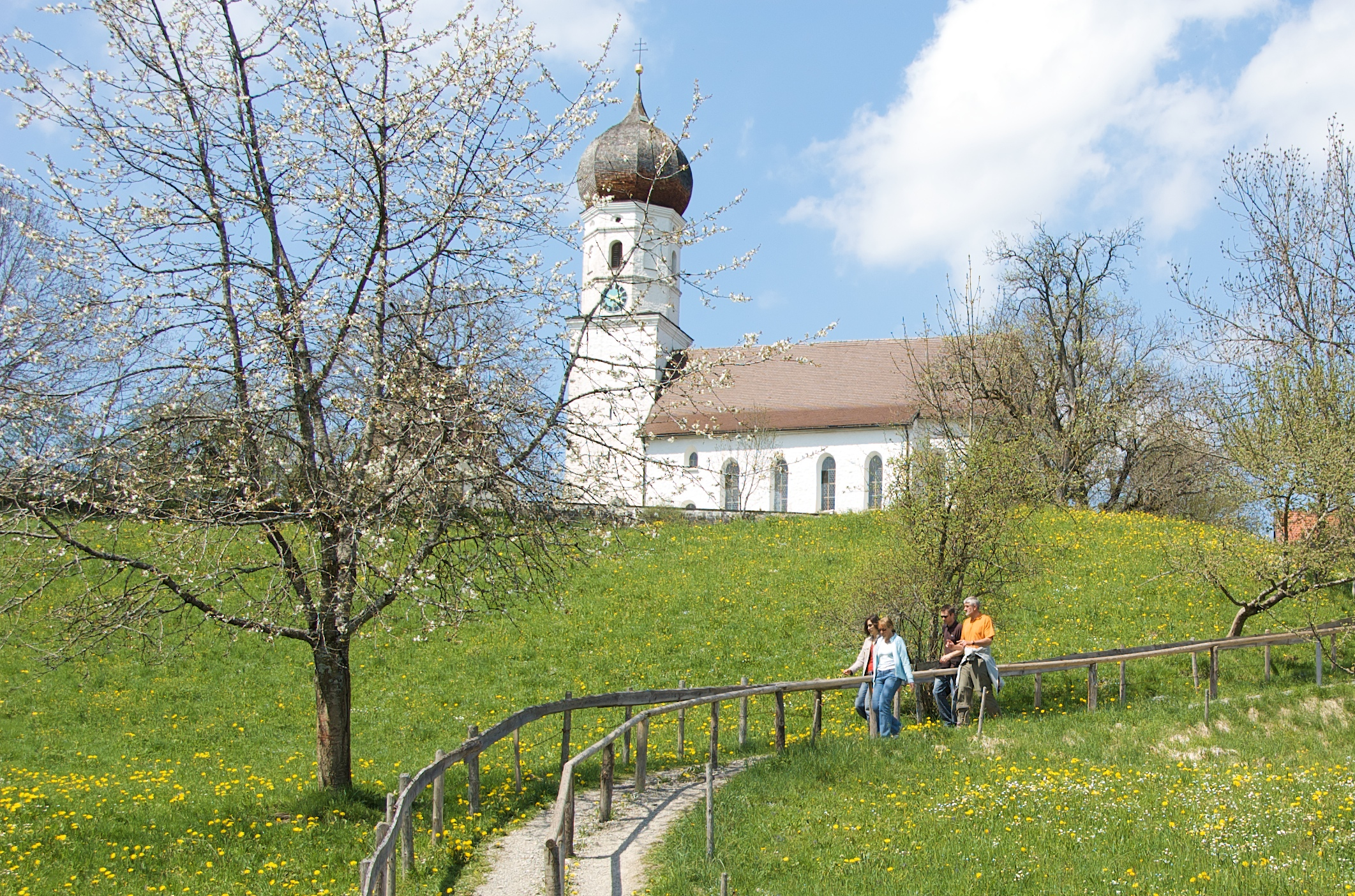
Landschaft bei Eckarts mit der Pfarrkirche St. Peter und Paul

Eckarts  ist ein Pfarrdorf sowie Gemarkung in Immenstadt im Allgäu im Landkreis Oberallgäu. Die ehemals selbständige Gemeinde wurde im Rahmen der Gemeindegebietsreform am 1. Januar 1972 an Immenstadt im Allgäu angegliedert. Die Gemeinde liegt auf einer Höhe von 757 m.

## Ortsteile

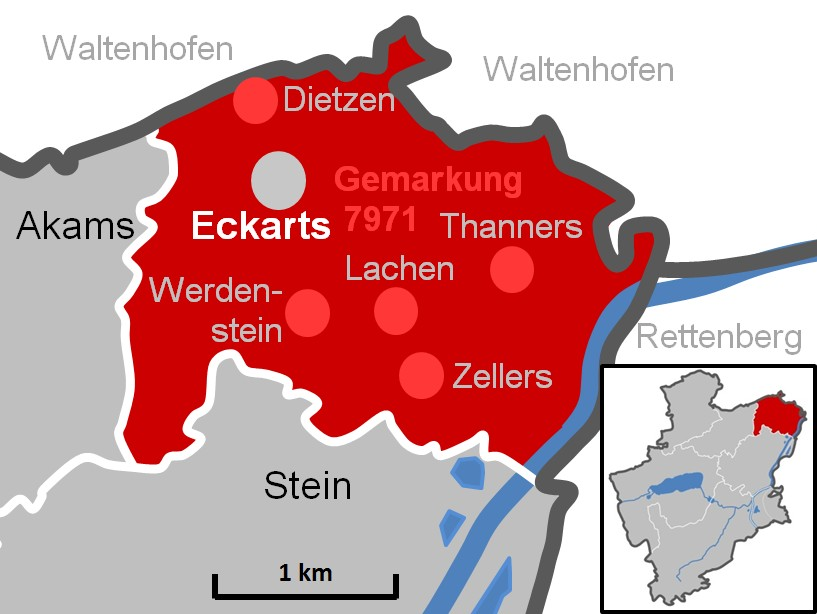
Immenstadt Gemarkung 7971 Eckarts

Zur ehemaligen Gemeinde Eckarts gehören bzw. gehörten die Ortsteile
- Eckarts
- Dietzen
- Lachen
- Thanners
- Werdenstein
- Zellers

## Geschichte

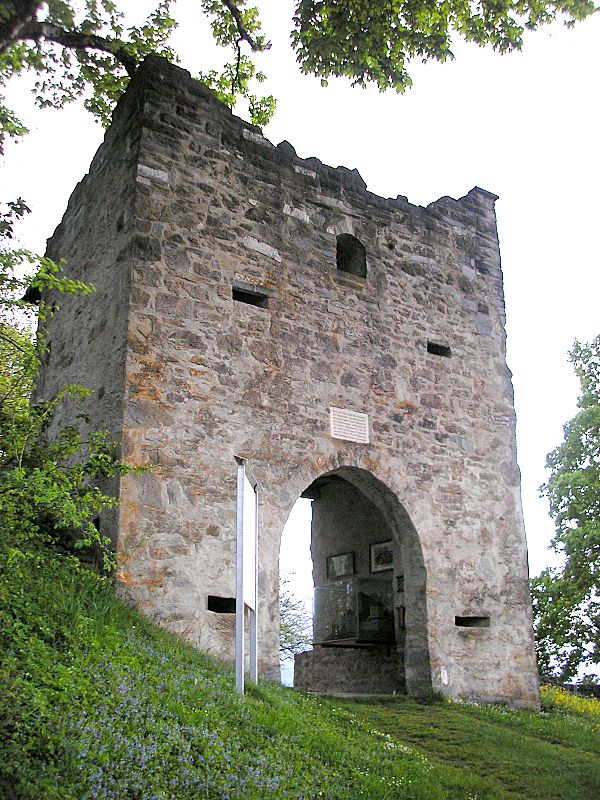
Ruine Werdenstein

Zur ehemaligen politischen Gemeinde Eckarts gehörten außer dem Dorf Eckarts noch Werdenstein und die Weiler Dietzen, Lachen, Thanners und Zellers. Die drei letztgenannten Siedlungen sowie das Dorf Seifen (zu Stein gehörend) und die Höfe „im Gießen“ trugen bis ins 18. Jahrhundert den Sammelnamen Dingenschwang. Bis 1785 standen die Bewohner dieser Orte, Seifen und Gießen (zu Stein gehörend) ausgenommen, unter der Leib-, Grund- oder Lehensherrschaft der Herren von Werdenstein auf Burg Werdenstein. Teile von Gütern, Feld-, Wiesen- und Waldstücken gingen auch zu Lehen vom Haus Österreich, vom Stift Kempten und vom Hochstift Augsburg.

## Pfarrei Eckarts
Als Stifter der Pfarrkirche St. Peter und Paul ist Georg d. Ä. von Werdenstein (1425–1475) anzusehen. Das Langhaus dürfte aus dem 14./15. Jahrhundert stammen, der Turm ist spätgotischer Bauart. Unter dem Chor liegt die Gruft der Herren von Werdenstein.

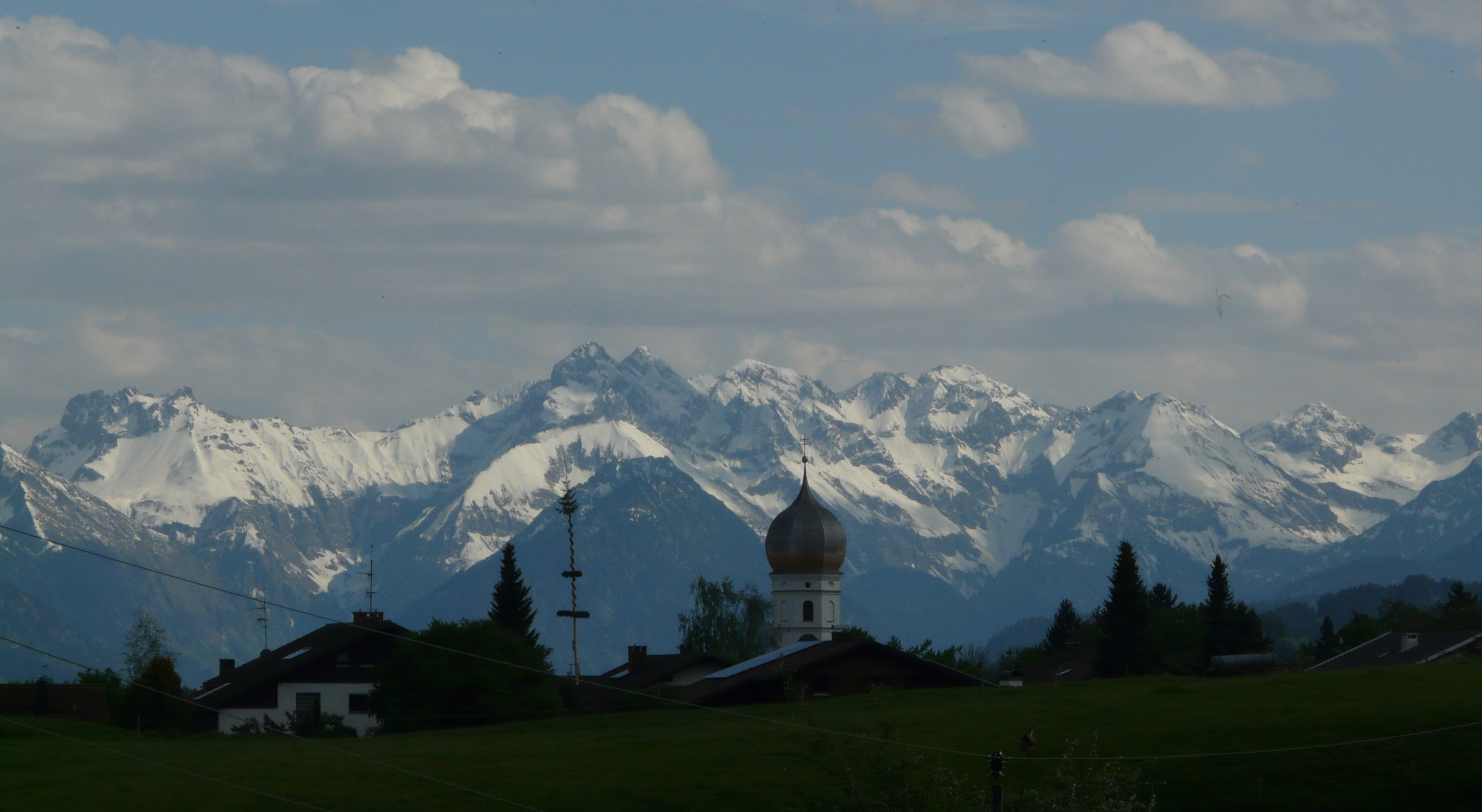
Bergblick von Eckarts mit Kirchturm von St. Peter und Paul.
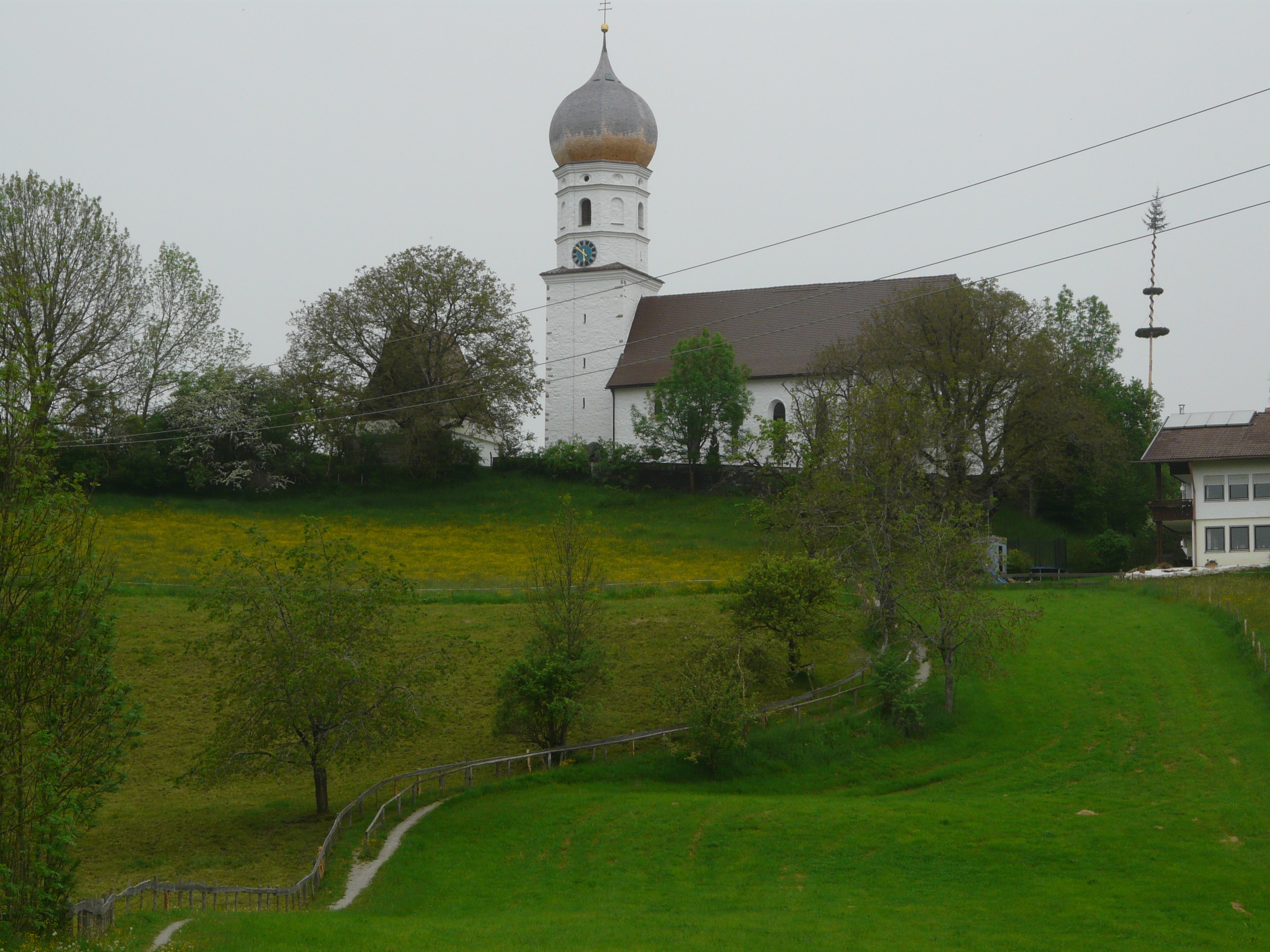
St. Peter und Paul von Süden.